# أصالة كامل
أصالة كامل (21 يونيو 1995 -)، إعلامية وممثلة وعارضة مصرية. ولدت في القاهرة أنهت دراستها الثانوية وبدأت مشوارها الفني في عمر صغير جداً حيث قدمت الكثير من المسلسلات الخليجية وكانت تعمل كمقدمة برامج في قناة إم بي سي 3. ولكن في عام 2020 تركت تقديم البرامج وقررت الاتجاه إلى مشاريع بعيدة عن الإعلام.

## مسيرتها

### أم بي سي 3
بدأت مسيرتها في عمر الخامسة حيث ظهرت في إعلانات عديدة ثم إنتقلت إلى التمثيل في عمر العاشرة ومثلت في مسلسل «أبلة نوره» في دور ثانوي وفي عام 2008 مثلت في مسلسل «نص درزن» وفي عام 2009 مثلت في مسلسل «الجيران» وفيلم «عودة أم الدويس» وفي عام 2010 مثلت في مسلسل «بنات شما» وفي عام 2012 مثلت في مسلسل «زيرو فور» بدور منال في الموسم الأول والثاني. وبعدها تركت أصالة التمثيل واتجهت إلى تقديم البرامج على قناة إم بي سي ثري وقدمت عدة برامج مثل برنامج تسالي أحلى عالم وتيلسكوب مع عزة زعرور وبرنامج H2O وعيش سفاري.

### اعتزال أم بي سي 3
في بداية عام 2020 أعلنت أصالة إنها تركت قناة إم بي سي 3 بعد العمل معهم لمدة ثمانية سنوات وقالت إنها تحب الخوض في تجارب جديدة في مجالات أخرى. في فبراير 2020 قامت أصالة بقص شعرها بتسريحة بيكسي، هذا الأمر أدى إلى تفاعل مستخدمين الإنترنت بشدة مع قصة شعرها القصيرة وتصرفها غير المتوقع بحلق شعرها بنفسها، فأشار البعض إلى أنها تهورت بهذا التصرف، وإتهموها بلفت الانتباه بهذا التصرف المفاجئ. واتجهت أصالة منذ لحظة خروجها من إم بي سي 3 بستايلها وشكلها إلى جهة أخرى بشكل كلي مليئة بالجرأة.

### الحياة الشخصية
في عام 2024، تزوجت أصالة من رجل الاعمال الإماراتي خالد الخوري وفي العام التالي اعلنت بحملها بطفلها الاول في حسابها على انستقرام. وفي 16مايو من عام 2025 اعلنت بانجابها مولودتها الاولى دفى خالد الخوري 

## الجوائز والترشيحات
| السنة | الجائزة                | الفئة                  | النتيجة | مراجع |
| ----- | ---------------------- | ---------------------- | ------- | ----- |
| 2013  | جوائز تصويت مجلة سيدتي | أفضل مقدمة برامج أطفال | رُشِّح     | [ 9 ] |